# Pierios
Pierios (lat. Pierius) († po roce 309 v Římě [?]) byl hlavou alexandrijské školy po smrti Theognóstově v roce 282. Podle Eusébia z Césareje byl známý svou chudobou a svým filosofickým vzděláním. Za Diokleciánova pronásledování byl mučen, avšak nezemřel. Poté odešel do Říma, kde nakonec i pravděpodobně zemřel. Jelikož psal o životě Pamfila, jenž zemřel v roce 309, musel sám zemřít až po tomto roce.
Z Pieriových děl Jeroným zmiňuje Tractatus in Hoseam (Traktát na Ozeáše), traktát z velikonoční vigílie. Fótios hovoří o 12 logoi („slovech“), mezi nimi i zmíněném Traktátu na Ozeáše. Filippos Sidetés hovoří o homilii Na začátek Ozeáše, ale kromě ní ještě o homiliích Na Lukášovo evangelium, O Matce Boží a O životě sv. Pamfila. První dvě homilie náleži asi do stejné skupiny, zatímco poslední mohla být pochvalná řeč na jeho žáka a mučedníka Pamfila.